# Svolta costantiniana
Svolta costantiniana è un termine usato dai teologi anabattisti e della post-cristianità per descrivere gli aspetti politici e religiosi del processo di legittimazione del cristianesimo da parte dell'imperatore Costantino I (IV secolo).

## Storia
Nel 312 Costantino entrò in Roma alla testa delle sue legioni vittoriose contro quelle di Massenzio. Nella decisiva battaglia di Ponte Milvio i soldati di Costantino avevano combattuto sotto le insegne di un Labarum modificato: esso riportava infatti il monogramma di Cristo Chi Rho (le prime due lettere greche del nome).
Nel 313 l'Editto di Milano legittimò la cristianità al pari delle altre religioni professate nell'Impero romano. Nel 325, il primo concilio di Nicea segnalò il consolidamento della cristianità sotto un'ortodossia avallata da Costantino, ma opposta da alcuni suoi successori. Nel 380, l'imperatore Teodosio I rese pubblico l'editto di Tessalonica, in base al quale il cristianesimo niceno divenne l'unica religione ufficiale dell'impero. Infine, nel 392 un editto vietò i culti pagani. In soli ottant'anni il rapporto tra cristianesimo e culti preesistenti fu capovolto.
Nel corso del IV secolo non vi era alcun legame tra Chiesa e Stato: i titoli ecclesiastici non furono mai confusi con quelli civili, e gli epiteti che caratterizzarono i vescovi furono sempre specifici del clero, né si confusero con quelli delle magistrature civili
. Ciononostante molti vescovi cristiani, anche fra quelli che dovevano poi diventare martiri, detenevano posti importanti nel servizio dello Stato. Perfino del secolo precedente, l'esistenza di cristiani che vantavano legami di parentela con governatori ed altri funzionari statali è palese nelle omelie di Origene, i cui rimproveri contro i vescovi non differiscono da quelli lanciati contro le autorità civili: orgoglio, ricerca insaziabile di ricchezze ecc. Dopo il 325, durante la controversia ariana, i sostenitori della Trinità come Atanasio, Ilario di Poitiers e Gregorio di Nissa furono mandati in esilio dagli imperatori ariani. Si ammette inoltre che fu Costantino a estendere ai chierici il Privilegium fori, sottraendoli alla giurisdizione civile e sottoponendoli al tribunale ecclesiastico della diocesi. Nacquero così le episcopalis audientiae.

## Implicazioni teologiche
I critici della fusione tra Chiesa e Stato evidenziano questo cambiamento dell'inizio dell'era di Costantino, quando la cristianità e il volere di Dio vennero gradualmente ad essere identificati con il volere dell'élite al potere. Questo fenomeno è noto come Cesaropapismo. Nella sua forma estrema, la cristianità divenne poco più che una giustificazione religiosa per l'esercizio del potere e uno strumento per il mantenimento e l'espansione dell'impero.
Agostino di Ippona fu un apologo della svolta costantiniana e molti dei suoi scritti tentano di giustificare l'associazione della cristianità all'impero. Inoltre, diversi vescovi e patriarchi, durante il IV secolo, vennero mandati in esilio dall'imperatore quando persero il suo favore. Tra questi: Atanasio di Alessandria e Giovanni Crisostomo. In quanto Vescovo di Costantinopoli, Crisostomo fu noto per le sue critiche degli eccessi della corte reale, e alla fine morì mentre viaggiava verso il suo luogo di esilio.
Agostino di Ippona, che in un primo tempo respinse l'uso della forza in materia religiosa, poi la giustificò teologicamente nel caso dei donatisti come eretici. Prima di lui, Atanasio di Alessandria credeva che l'uso della forza fosse giustificato per combattere le eresie che potevano danneggiare tutti i cristiani. Atanasio riteneva che ogni mezzo fosse giustificato per la repressione dell'eresia ariana. Nel 385 il vescovo iberico Priscilliano fu il primo cristiano, considerato un eretico, che fu condannato a morte sotto accusa di praticare magia (maleficium), e la cui esecuzione provocò le proteste dei vescovi più autorevoli, quali Ambrogio di Milano e Martino di Tours, che affermavano che era sufficiente una scomunica pronunciata dai vescovi invece di una condanna capitale da parte di un tribunale statale.

## Critiche
Nelle sue opere sulla teologia mistica della Chiesa d'Oriente, Vladimir Lossky ha sostenuto che il cristianesimo occidentale ha cambiato il modo di intendere teologicamente la religione cristiana, che egli attribuì a uno scollamento con le tradizioni orientali, soprattutto perché dal VII secolo i cristiani del Vicino Oriente dovettero affrontare la dominazione musulmana e nel 1054 si consumò lo scisma tra la Chiesa latina e la Chiesa greca. Era proprio nella Chiesa d'Oriente che prevalse l'idea formulata dal patriarca Antonio IV di Costantinopoli nella sua lettera a Basilio I di Russia: "Impero e Chiesa formano una grande unità e comunità; è impossibile che essi siano separati l'uno dall'altra".
Gli studiosi orientali attribuiscono alla svolta costantiniana un effetto circoscritto nel tempo (anche se tra essi non mancano alcune eccezioni). Dal punto di vista delle tradizioni cristiane orientali, tale avvenimento storico, avvenuto nel IV secolo, non contiene alcuna influenza apprezzabile sulla dottrina della Chiesa elaborata nei secoli seguenti. Va ricordato che lo stesso Costantino, anche dopo l'Editto di Milano, continuò a dedicarsi a pratiche ritenute pagane per il cristianesimo, come l'astrologia. Solo sul letto di morte Costantino fu battezzato come cristiano, anche se era una pratica già comune a quel tempo.
Scendendo più approfonditamente nel contesto storico, va precisato che il dissidio tra le due correnti principali del cristianesimo nel IV secolo, arianesmo e trinitarismo, non fu risolto dal Concilio di Nicea (325).
Per quanto riguarda il fenomeno del cesaropapismo, considerato da molti una degenerazione del corretto rapporto tra Stato e Chiesa, si può affermare che nessuna delle principali religioni del mondo è mai potuta sopravvivere senza qualche forma di statalizzazione. Ad esempio, in India, lo Stato (la "Repubblica dell'India") si riferisce a se stesso come Hindustan, riflettendo la religione nel nome della nazione. Il nome costituzionale in lingua hindi è भारत (Bhārat). Nella tradizione buddista si veda la teocrazia del Tibet, esistita fino all'invasione cinese del 1959, in contrasto con la Thailandia e lo Sri Lanka. Altri esempi: nell'ebraismo il rapporto della religione con lo Stato può essere osservato sin dall'inizio della sua tradizione con la Torah, in particolare il suo terzo libro, il Levitico. Il rapporto dell'islam con lo Stato può essere esemplificato nella monarchia dell'Arabia Saudita, il cui potere di governo deriva dalla monarchia, con il Corano e la Shari'a come legge fondamentale. Tutti questi casi esemplificano l'esistenza di un potere civile che controlla un'istituzione religiosa o di un potere religioso che controlla lo Stato.
Oggi, anche in ambito occidentale la moderna storiografia è giunta alla conclusione che "la frattura tra la Chiesa costantiniana e quella precostantiniana non sia stata così insanabile come si è creduto in passato".